# Mahaicony
Mahaicony är en ort i regionen Mahaica-Berbice i nordöstra Guyana. Orten hade 1 579 invånare vid folkräkningen 2012. Den är belägen längs floden Mahaicony, cirka 31 kilometer nordväst om Fort Wellington.